# گلوسرخ
گلوسرخ (نام علمی: Pyrrholaemus brunneus) گونه‌ای کوچک و عمدتاً زمینی از پرندگان تیرهٔ Acanthizidae و بومی استرالیا است. بیشتر در مناطق خشک و نیمه‌خشک دارای درختچه‌های اقاقیا و تاج‌خروس دیده می‌شود. این گونه دارای لکه قرمز گلویی مشخص است و می‌تواند صداهای بسیاری از گونه‌های پرنده دیگر را تقلید کند.